# 方桥街道
方桥街道，是中华人民共和国浙江省宁波市奉化区下辖的一个街道办事处，因方桥而得名:97，辖区面积26.99平方公里，原为江口街道的一部分（原为方桥镇，2001年6月并入江口镇，2003年12月撤镇设立江口街道:58-59），2018年4月以宁波市批准的宁南贸易物流区规划为基础，以村（社区）成建制划分为原则，划出方桥1个居委会，方桥、胡家渡、下王渡、龙潭墩、河西、仓基、双马、后顾、下陈、禾家桥、陈王、儒江、横里埭、阮家、包山、上三村、盛家、何家、新桥下、庄家、后江、前江、竺家、徒家24个行政村，设立方桥街道，2019年1月13日正式成立。

## 行政区划
方桥街道下辖以下地区：
方桥村、新桥下村、前江村、徒家村、盛家村、庄家村、何家村、后江村、竺家村、包山村、阮家村、横里埭村、儒江村、禾家桥村、后顾村、下陈村、仓基村、下王渡村、龙潭墩村、上三村、陈王村、胡家渡村、双马村、河西村和方桥社区居委会。